# Centropristis
Centropristis – rodzaj ryb okoniokształtnych z rodziny strzępielowatych.

## Klasyfikacja
Gatunki zaliczane do tego rodzaju:
- Centropristis fuscula
- Centropristis ocyurus
- Centropristis philadelphica
- Centropristis rufus
- Centropristis striata - strzępiel czarny[potrzebny przypis]

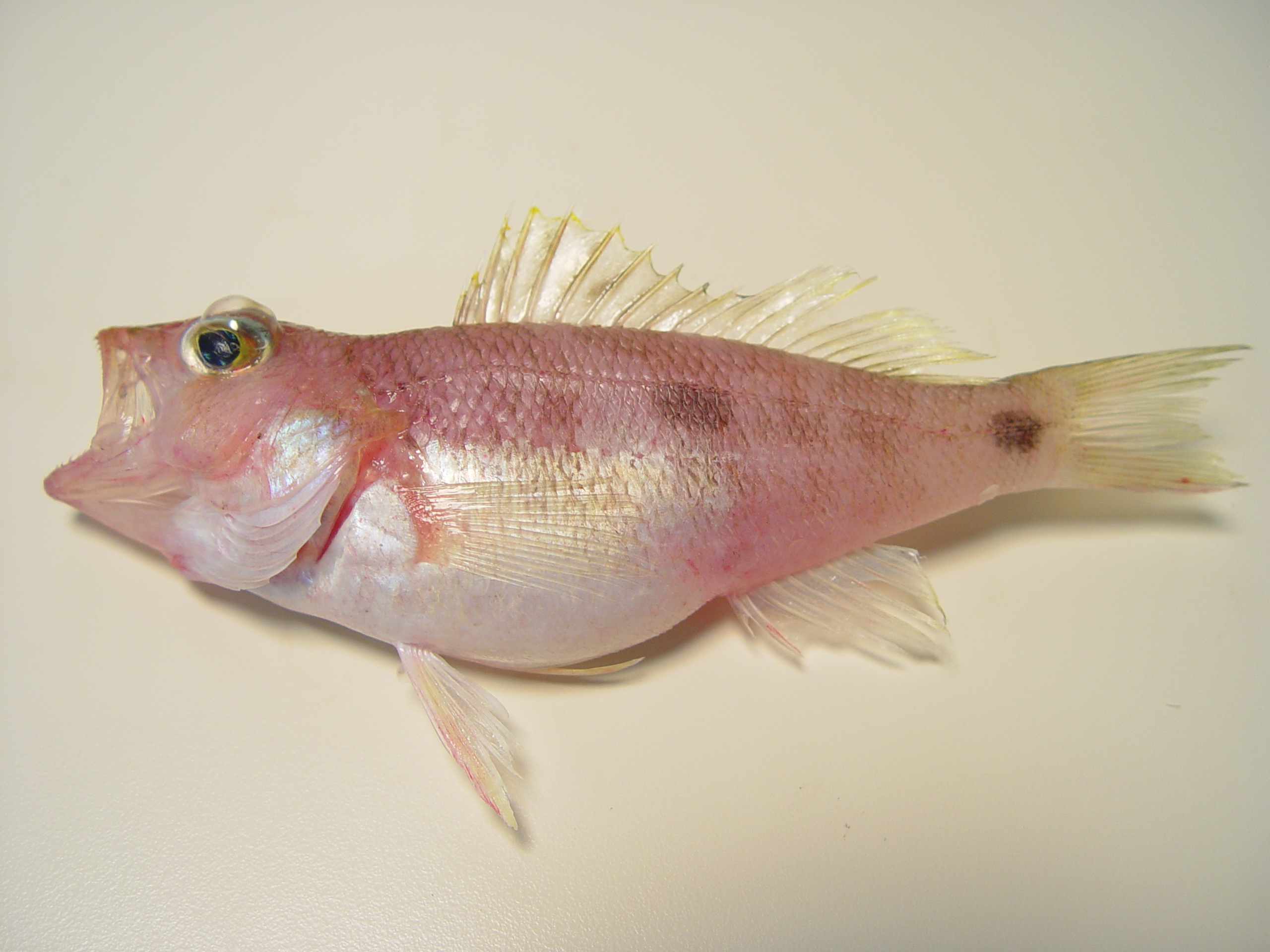
Centropristis fuscula
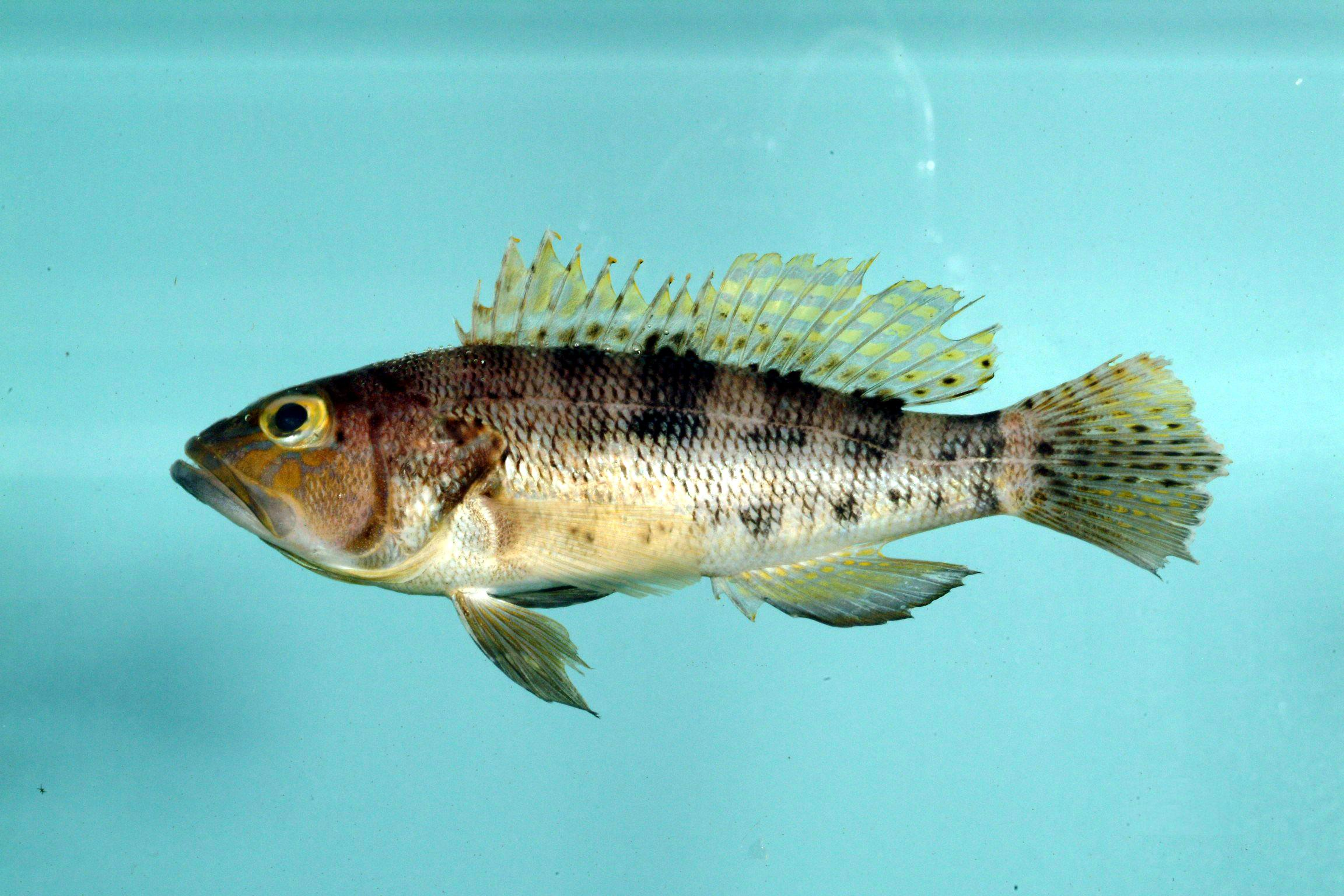
Centropristis ocyurus
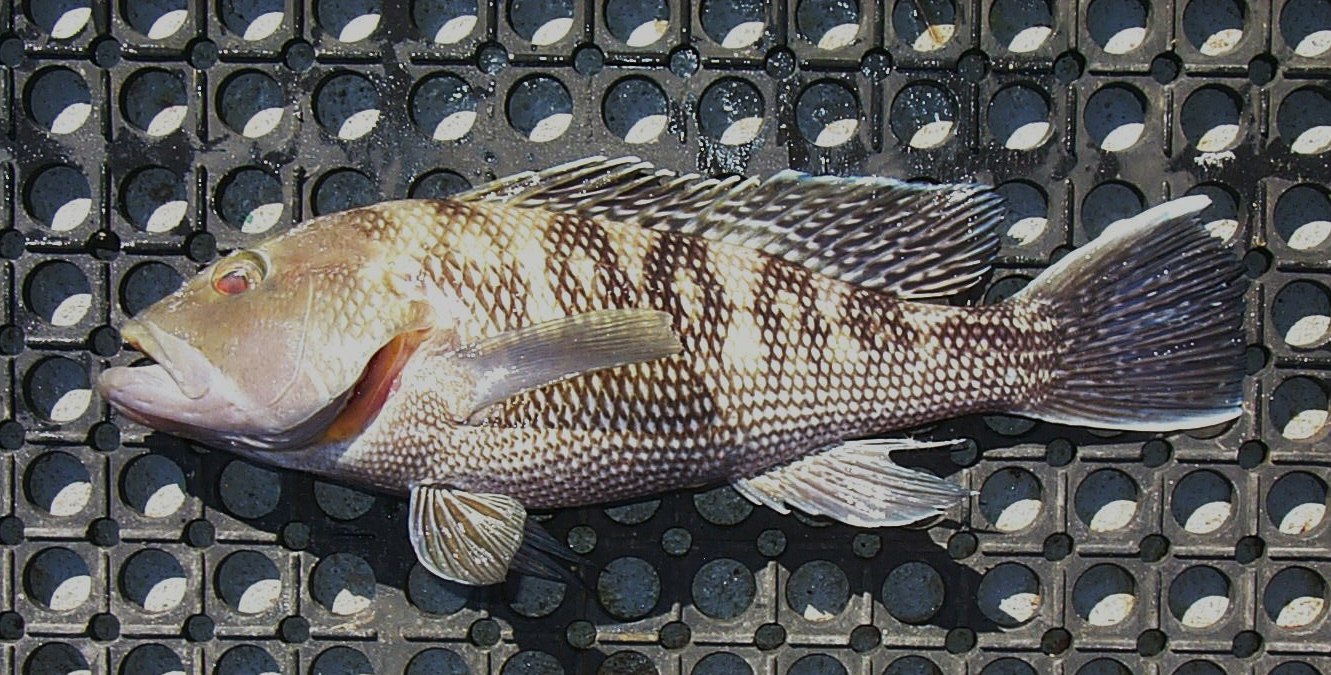
Centropristis striata